# Вила ди Чирељио (Пистоја)
Вила ди Чирељио је насеље у Италији у округу Пистоја, региону Тоскана.
Према процени из 2011. у насељу је живело 71 становника. Насеље се налази на надморској висини од 492 м.